# Gruff Rhys
Gruff Rhys, rodným jménem Gruffydd Maredudd Bowen Rhys (* 18. července 1970 Haverfordwest, Wales) je velšský zpěvák a kytarista. V letech 1988 až 1992 působil ve skupině Ffa Coffi Pawb, ve které hrál i bubeník Dafydd Ieuan. Společně s ním v roce 1993 založil skupinu Super Furry Animals, se kterou do roku 2009 natočil devět studiových alb. Od roku 2006 je spolu s producentem Boom Bip členem dua Neon Neon, se kterým v letech 2008 a 2013 vydal dvě studiová alba. V roce 2005 rovněž vydal své první sólové album Yr Atal Genhedlaeth, následovalo jej Candylion v roce 2007, Hotel Shampoo v roce 2011 a několik dalších; jeho zatím posledním studiovým albem je Sadness Sets Me Free z roku 2024.

## Kariéra
Gruff Rhys svou kariéru zahájil v roce 1985 jako bubeník ve skupině Machlud, později vystupoval – rovněž jako bubeník – se skupinou Emily. Roku 1986 založil skupinu Ffa Coffi Pawb, ve které zpíval a hrál na kytaru; doprovázeli jej zde bubeník Dafydd Ieuan, baskytarista Rhodri Puw a Dewi Emlyn. Poté, co skupina podepsala nahrávací smlouvu s hudebním vydavatelstvím Ankst, vydala roku 1988 své debutové album nazvané Dalec Peilon; následovala ještě alba Clymhalio (1991) a Hei Vidal! (1992) a téhož roku se skupina rozpadla. Po ukončení její činnosti založil Rhys spolu s Dafyddem Ieuanem skupinu Super Furry Animals, ke které se později přidali ještě kytarista Huw Bunford, baskytarista Guto Pryce a hráč na klávesové nástroje Cian Ciarán.
V roce 2001 zpíval v písni „Dial: Revenge“ z alba Rock Action skotské kapely Mogwai. Následujícího roku pak svým vokálem přispěl do skladby „Fear of Guitars“ z desky Machine Says Yes dua FC Kahuna. V roce 2003 napsal předmluvu ke knize Sedition and Alchemy: A Biography of John Cale od Tima Mitchella. Počátkem roku 2005 vydal první sólovou nahrávku, album Yr Atal Genhedlaeth, které celé nazpíval ve velšském jazyce (v minulosti nahrál několik velšskojazyčných písní i s kapelou Super Furry Animals). Po dvou letech následovalo druhé sólové album Candylion. V březnu 2008 vyšla první spolupráce s producentem Boom Bipem (duo vystupuje pod názvem Neon Neon) pojmenovaná Stainless Style. V roce 2009 vydala skupina Simian Mobile Disco své druhé album Temporary Pleasure, na němž se nachází také píseň „Cream Dream“. Právě do této skladby přispěl svým zpěvem Gruff Rhys.
Roku 2010 natočil režisér Dylan Goch dokumentární film Separado!, který mapuje Rhysovu cestu do Patagonie. Téhož roku vydal společné album s brazilským hudebníkem Tonym Da Gatorrou nazvané The Terror of Cosmic Loneliness. Roku 2010 také zpíval v písni „Just War“ z desky Dark Night of the Soul, což je spolupráce producenta Danger Mouse a skupiny Sparklehorse. Další spoluprací byla toho roku píseň „Superfast Jellyfish“ z alba Plastic Beach projektu Gorillaz, na které se vedle Rhyse podílela ještě skupina De La Soul. V roce 2011 vydal své v pořadí třetí sólové album Hotel Shampoo, na němž se vedle jiných podílel také kytarista Miles Kane. Rhys téhož roku hrál na jeho albu Colour of the Trap. Téhož roku složil hudbu k hře pro Android a iOS nazvané Whale Trail. V roce 2013 vydalo duo Neon Neon druhou spolupráci, album Praxis Makes Perfect.
Roku 2014 vydal čtvrté sólové album American Interior, které mapuje život velšského objevitele Johna Evanse. Stejnému tématu se rovněž věnuje kniha, film a aplikace pro Android, které jsou rovněž Rhysovým dílem. Téhož roku složil hudbu k filmu Rozzářit hvězdy, který pojednává o velšském básníkovi Dylanu Thomasovi. Za hudbu k tomuto snímku získal ocenění BAFTA Cymru. Roku 2016 vydal píseň „I Love EU“. Následujícího roku v květnu vystoupil jako jeden z hostů při koncertu Johna Calea v Liverpoolu. Téhož roku byla uvedena opera 2117/Hedd Wyn s jeho libretem a hudbou od Stephena McNeffa; příběh je inspirován životem velšského básníka Hedd Wyna a odehrává se v roce 2117. V roce 2022 vyšla nahrávka opery. V červnu 2018 vydal nové sólové album Babelsberg a následující měsíc zveřejnil u příležitosti sedmdesátého výroči National Health Service novou píseň „No Profit in Pain“. Rovněž si ve velštině zazpíval část písně „Daromres y'n Howl“ zpěvačky Gwenno Saunders na jejím albu Le Kov. Roku 2019 zpíval v písni „Johannesburg“ projektu Africa Express. Roku 2022 složil hudbu k filmu Mandle a mořský koník.
Argentinská skupina Pablo Traine + The Barock Plastiks vydala v červenci 2024 album Mi laburo fue solo una ilusión s 11 coververzemi Rhysových písní se španělskými texty.

## Diskografie

### Sólová
- Yr Atal Genhedlaeth (2005)
- Candylion (2007)
- The Terror of Cosmic Loneliness (2010) – s Tonym da Gatorrou
- Hotel Shampoo (2011)
- American Interior (2014)
- Set Fire to the Stars (soundtrack; 2016)
- Babelsberg (2018)
- Pang! (2019)
- Seeking New Gods (2021)
- The Almond & the Seahorse (soundtrack; 2023)
- Sadness Sets Me Free (2024)

### Ostatní
- Clymhalio (Ffa Coffi Pawb, 1991)
- Hei Vidal! (Ffa Coffi Pawb, 1992)
- Fuzzy Logic (Super Furry Animals, 1996)
- Radiator (Super Furry Animals, 1997)
- You Have Just Been Poisoned By (The Serpents, 1999)
- Guerrilla (Super Furry Animals, 1999)
- Mwng (Super Furry Animals, 2000)
- Rings Around the World (Super Furry Animals, 2001)
- Rock Action (Mogwai, 2001)
- A Trip and a Twist (Bench, 2002)
- Machine Says Yes (FC Kahuna, 2002)
- Phantom Power (Super Furry Animals, 2003)
- Love Kraft (Super Furry Animals, 2005)
- Blue Eyed in the Red Room (Boom Bip, 2005)
- Never Said Goodbye (Cerys Matthews, 2006)
- Hey Venus! (Super Furry Animals, 2007)
- Zombieoper (Senador Medinha + Seridée Mondevac, 2007)
- Stainless Style (Neon Neon, 2008)
- Dark Days/Light Years (Super Furry Animals, 2009)
- Temporary Pleasure (Simian Mobile Disco, 2009)
- Dark Night of zhe Soul (Danger Mouse a Sparklehorse, 2009)
- Plastic Beach (Gorillaz, 2010)
- Colour of the Trap (Miles Kane, 2011)
- Dream Service (The Bottletop Band, 2011)
- Sifting Through the Rubble (Romper, 2012)
- Wildlife (The Lovely Eggs, 2012)
- Praxis Makes Perfect (Neon Neon, 2013)
- Play the Rolling Stones Songbook Volume 2 (Andrew Loog Oldham Orchestra, 2013)
- Le Kov (Gwenno Saunders, 2018)
- Egoli (Africa Express, 2019)
- Hard Times (Whyte Horses, 2019)
- Portrait (Yann Tiersen, 2019)
- Aros I fi Yna (N'famady Kouyaté, 2021)
- Aboogi (Imarhan, 2022)
- Careful of Your Keepers (This Is the Kit, 2023)